# Firefox Lockwise
Firefox Lockwise — колишній менеджер паролів для браузера Mozilla Firefox, а також мобільних операційних систем iOS та Android, що перестав підтримуватися Mozilla в грудні 2021 року. На операційних системах для робочого столу Lockwise є частиною Firefox, тоді як на iOS та Android він доступний як самостійний додаток.
Якщо Firefox Sync увімкнено (за допомогою входу в обліковий запис Firefox), Lockwise синхронізує паролі між екземплярами Firefox на різних пристроях. Він також має вбудований генератор паролів .

## Історія
Розроблений Mozilla Corporation, він спочатку називався Firefox Lockbox (у 2018 році). Але в травні 2019 року він був перейменований на Firefox Lockwise. Він був випущений на iOS 10 липня 2018 року, в рамках програми Test Pilot. 26 березня 2019 року його було випущено для Android.
На операційних системах для робочого столу Lockwise розпочав роботу як додаток браузера Firefox. Його альфа-версії були випущені з березня по серпень 2019 року. Lockwise був вбудований у Firefox починаючи з версії 70 (доступний за адресою about:logins), він замінив раніше доступний простий менеджер паролів, який відображався у спливаючому вікні.